# Adjetivación
Se denomina adjetivación a la calificación o determinación de un sustantivo o un elemento sustantivado mediante el agregado de un adjetivo. La adjetivación siempre agrega información a un elemento existente, como ser sus cualidades, ubicación o propiedades.
La función que cumple un adjetivo es ampliar la información sobre otra partícula de la oración.  Por ejemplo el uso de adjetivos calificativos permiten expresar los conceptos “montaña alta” o “montaña baja” ofreciendo de esta manera información más amplia que la que brinda el mero sustantivo “montaña”. En forma semejante, el uso de adjetivos demostrativos para expresar “esta montaña” o “aquella montaña” también amplían la información disponible sobre la “montaña”, determinando a qué montaña estamos haciendo referencia.
Es de notar que un sustantivo puede tener adosados varios adjetivos calificativos y demostrativos. Por ejemplo no existe inconveniente en utilizar conjuntamente un adjetivo determinativo y uno calificativo, como por ejemplo en la expresión “aquellas montañas elevadas”. También se pueden utilizar dos adjetivos calificativos, como en la expresión “montañas elevadas y portentosas”. 
El uso de los adjetivos es una de las características que identifican y definen mejor nuestro estilo de escritura. Mientras que algunos escritores son proclives a utilizar gran cantidad de adjetivos, otros prefieren un estilo más parco con pocos adjetivos. Por ejemplo muchos poetas utilizan adjetivos para agregar  sonoridad o color a sus versos.